# IMI Negev
IMI Negev je kulomet izraelské výroby ráže 5,56 × 45 mm NATO, vyráběný firmou Israel Military Industries Ltd. (dnes Israel Weapon Industries) jako náhrada pěchotního kulometu Galil ARM (assault rifle and machine gun) stejné ráže. Vývoj zbraně započal již v roce 1985, od devadesátých let je kulomet nasazen v jednotkách Izraelských obranných sil. Kromě Izraele jej využívají ještě armády Estonska, Kolumbie, Thajska a policejní sbory Kostariky.

## Uživatelé
- Estonsko[1]

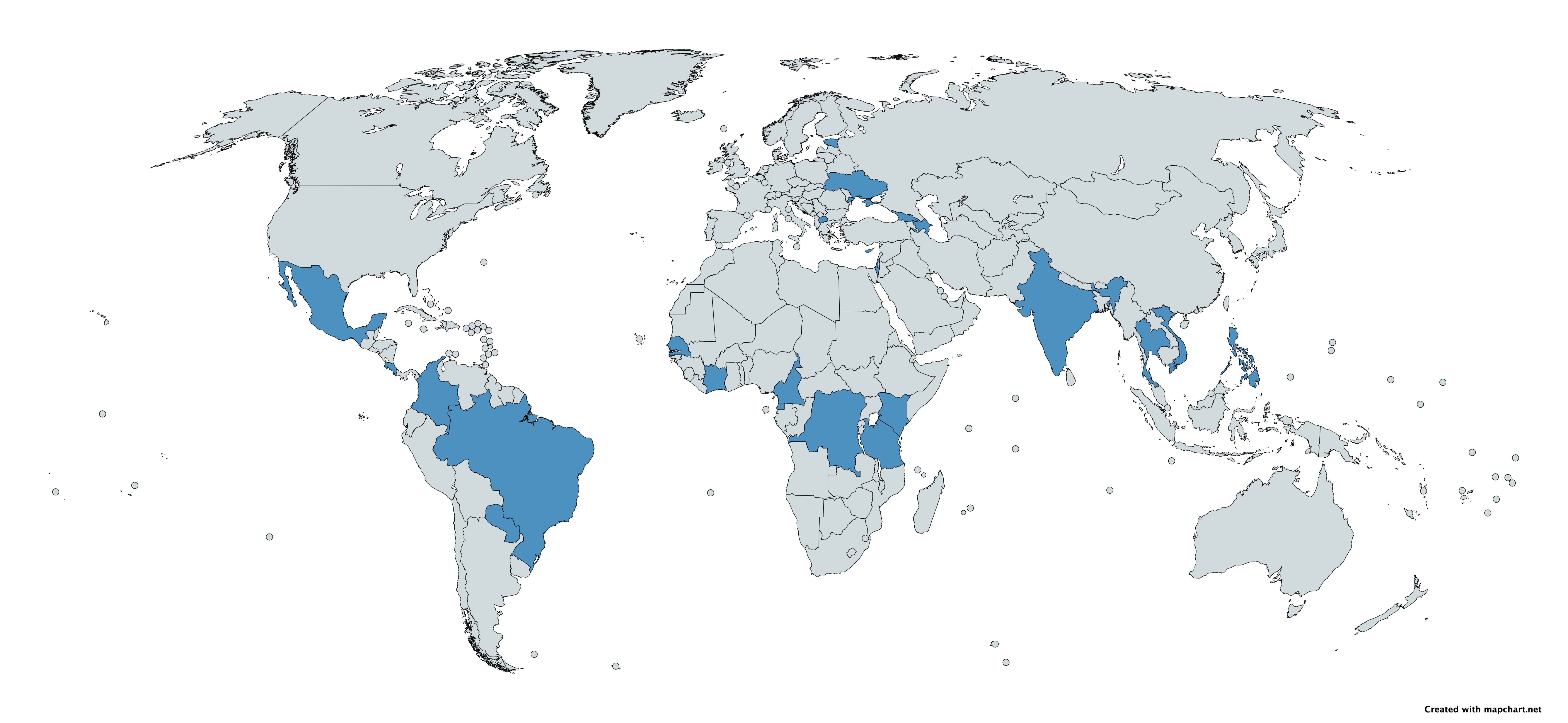
Přehled uživatelů

- Gruzie[2] – od května 2010 standardní lehký kulomet gruzínské armády
- Izrael[1][3] – zařazen od roku 1997
- Kolumbie[1]
- Kostarika[1]
- Thajsko – v roce 2007 zakoupilo 1000 kusů a o rok později dalších 550[4]
- Ukrajina – vyráběn v licenci jako Fort-401[5]